# Arctornis kinabaluensis
Arctornis kinabaluensis är en fjärilsart som beskrevs av Embrik Strand 1910. Arctornis kinabaluensis ingår i släktet Arctornis och familjen tofsspinnare. Inga underarter finns listade i Catalogue of Life.